# Enrico Paresce
Enrico Paresce (Messina, 27 september 1895 – Rome, 8 maart 1987) was een Italiaans advocaat, magistraat en hoogleraar rechtsfilosofie aan de universiteit van Messina. 
Tevens was hij twee jaren politicus in de jaren 1945-1946. Het waren de laatste twee regeringen van het koninkrijk Italië, waarin hij onderstaatssecretaris was, en dit namens de Partito Democratico del Lavoro, een sociaal-liberale partij. Hij was nooit kandidaat voor verkiezingen.

## Levensloop
Aanvankelijk werkte Paresce in de jaren 1920-1930 als advocaat aan de balie van Messina, een stad op Sicilië in het koninkrijk Italië. Ondanks zijn antifascistische ideeën geraakte hij benoemd tot magistraat in het fascistisch Italië.
In 1936 werd Paresce benoemd tot docent aan de universiteit van Messina. Hij gaf er de lessen Staatsdoctrine (1936-1938), Algemene theorie over het staatsbestel (1937-1943) en Vergelijkend recht en rechtsfilosofie (1937-1943). In de periode 1943-1944 vocht Paresce in Albanië, dat sinds de invasie in 1939 een protectoraat was van het koninkrijk Italië. In dezelfde periode 1943-1944 werd Paresce bevorderd tot hoogleraar Rechtsfilosofie, een leerstoel die hij behield tot zijn emeritaat in 1965.
De Geallieerden namen, tijdens de Italiaanse Veldtocht, Rome in in juni 1944. Paresce bevond zich in Rome en ging in de politiek. Hij sloot zich aan bij de Partito Democratico del Lavoro, gesteund door de opkomende socialistische politicus Ivanoe Bonomi. 
Paresce werd tweemaal onderstaatssecretaris (1945-1946) in de Italiaanse regering, en dit in de twee laatste regeringen die het koninkrijk kende alvorens de republiek werd geïnstalleerd in 1946. In de regering Parri was Paresce onderstaatssecretaris van Financiën (21 juni 1945 – 10 december 1945). In het Kabinet-De Gasperi I was Paresce onderstaatssecretaris met twee portefeuilles: Schone Kunsten en Opvoeringen (10 december 1945 – 13 juli 1946) alsook Openbaar Onderwijs (14 december 1945 – 13 juli 1946). Met de val van de monarchie keerde Paresce naar Sicilië terug. De Partito Democratico del Lavore hield op te bestaan.
In Messina hernam Paresce zijn activiteiten als vorser in rechtsfilosofie die hij begonnen was voor de oorlog. Paresce zette zich af tegen de idee dat rechtsbeginselen gebaseerd zijn op idealisme; hij steunde de theorie dat het rechtsbewustzijn door nadenken en filosoferen concreet wordt, namelijk via rechtsnormen. Bijgevolg maakte een rechtsbeginsel voor hem een evolutie in de tijd door, naargelang de actualiteit.
Bekende werken over rechtsfilosofie van hem waren La genesi ideale del diritto (1947), La problema storica della filosofia del diritto (1952) en La giustizia dei presocratici (1986).
De emeritus overleed in Rome in het jaar 1987.